# Jaime Catalá

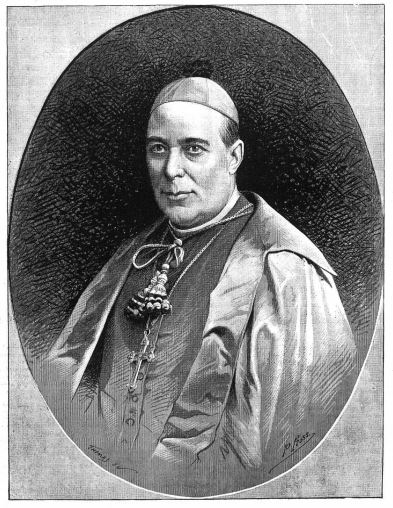
Bischof Jaime Catalá y Albosa (1835–1899)

Jaime Catalá y Albosa (* 2. November 1835 in Arenys de Mar; † 1. März 1899 in Barcelona) war ein spanischer Kirchenmann. Er war Bischof der Kanarischen Inseln 1878/79, von Cádiz und Ceuta 1879–1883 und schließlich von Barcelona 1883–1899.

## Biografie
Jaime Catalá y Albosa wurde mit 21 Jahren zum Priester geweiht. Er wirkte am Priesterseminar in Girona und als Sekretär des Erzbischofs von Tarragona. Mit 44 Jahren wurde er 1879 nach einer kurzen Amtszeit auf den Kanarischen Inseln zum Bischof von Cádiz ernannt und war zusätzlich Generalstaatsanwalt der königlichen Kapelle, Abbreviator der Apostolischen Nuntiatur und des obersten Tribunals der römischen Rota in Spanien sowie Apostolischer Administrator von Ceuta. Dort führte seine hervorragende Amtsführung dazu, dass er der erste spanische Bischof war, der vom Sultan von Marokko empfangen wurde. Am 9. August 1883 übernahm er den Bischofssitz von Barcelona. Er war Angehöriger des Senats als Vertreter des Erzbistums Santiago de Cuba 1882/83 und 1883/84 und als Vertreter des Erzbistums Tarragona 1896–1898. Während der großen Choleraepidemie von 1885, vor der viele an die Costa Brava flohen, blieb Bischof Catalá zusammen mit weiteren Priestern und Ordensleuten in der Stadt und half mit großem Mut den Kranken. So steckte er sich im September 1885 selbst mit der Cholera an, überlebte die Infektion aber. Im März 1886 genehmigte er den Bau der Kapelle vom Allerheiligsten Sakrament in Alella nach Plänen von Antoni Gaudí, der aber schließlich nicht realisiert wurde.
Er erwarb sich eine große Popularität aufgrund seines Verhaltens während der Epidemie, seiner Verteidigung der Rechte der Arbeiter und seiner Gegnerschaft zur Todesstrafe. Unter seinen wichtigsten Amtshandlungen war die kanonische Krönung der Statue der Virgen de la Merced 1888, die 20 Jahre zuvor vom seliggesprochenen Papst Pius IX. zur Diözesanpatronin Barcelonas erhoben worden war. Er förderte den Priester und katalanischen Dichter Jacint Verdaguer. Er zeigte großes Interesse am Bauprozess der Sagrada Família und schloss am 30. Juni 1890 einen Aussöhnungsvertrag zwischen dem Stifter, dem Buchhändler Josep Maria Bocabella und seinem Schwiegersohn Manuel de Dalmases über die Bauarbeiten der Kirche und die Spendengelder, mit denen sie gebaut wurde. 1892/93 starben sowohl Bocabella als auch dessen Tochter, so dass Bischof Catalá den Wunsch hatte, dass der Templo de la Sagrada Familia in die Hände des Bistums Barcelona übergehen solle. 1895 schloss er mit den Vormündern der minderjährigen Kinder von Manuel de Dalmases einen Vertrag, der diesen Übergang endgültig besiegelte. Jaume Català y Albosa war der Urgroßonkel des Dichters Salvador Espriu. Am rückwärtigen Giebel des Operationsgebäudes des Hospitals de la Santa Creu i Sant Pau wurde er schon wenige Jahre nach seinem Tod mit einem Mosaikmedaillon von Mario Maragliano gewürdigt.
| Vorgänger                        | Amt                                 | Nachfolger             |
| -------------------------------- | ----------------------------------- | ---------------------- |
| Félix María Arrieta y Llano      | Bischof von Cádiz y Ceuta 1879–1883 | Vicente Calvo y Valero |
| José Maria de Urquinaona y Vidot | Bischof von Barcelona 1883–1899     | José Morgades y Gili   |